# DesktopBSD
DesktopBSD е UNIX-подобна, десктоп ориентирана операционна система базирана на FreeBSD. Целта е да се комбинира стабилността на FreeBSD с лесното за използване KDE, който е графичния потребителски интерфейс по подразбиране. DesktopBSD е достъпна за IA-32 и AMD64 платформи.